# Enrico Morse
Enrico Morse, in inglese Henry Morse (Brome, 1595 – Tyburn, 1º febbraio 1645), è stato un presbitero inglese; martirizzato sotto Carlo I, è venerato come santo dalla Chiesa cattolica e ricordato come uno dei santi quaranta martiri di Inghilterra e Galles.

## Biografia
Nacque in una famiglia protestante nel 1595 a Brome, nell'Inghilterra orientale, settimo dei quattordici figli di Robert Morse, proprietario terriero ed allevatore.
Dopo la scuola primaria Enrico fu iscritto al Corpus Christi College di Cambridge. Poi cambiò idea e si trasferì a Londra dove studiò per diventare avvocato. In quel periodo assistette, tra il pubblico, al processo del martire cattolico, oggi santo, Giovanni Almond (1612). L'anno precedente il fratello maggiore Guglielmo (William) si era convertito al cattolicesimo: sicuramente la sua decisione indusse Enrico a riflettere più profondamente sul suo Credo religioso. Dopo la morte del padre, Enrico seguì l'esempio di Guglielmo e, nel 1614, entrò nel Collegio inglese di Douai, nelle Fiandre. Il 5 giugno 1614 si convertì al cattolicesimo. Poco dopo dovette tornare in Inghilterra per risolvere delle questioni legate all'eredità. Quando a Dover gli fu chiesto di prestare il Giuramento di fedeltà si rifiutò. Venne messo in carcere, dove rimase quattro anni. Fu liberato grazie ad un'amnistia concessa da Giacomo I poiché in quel tempo il re era in trattative per il matrimonio del figlio Carlo con l'infanta di Spagna. L'amnistia comportava però l'esilio.
Enrico tornò a Douai (agosto 1618). Da qui, in dicembre, fu inviato al Collegio Inglese di Roma per proseguire gli studi. Nell'Urbe conobbe alcuni seminaristi che poi avrebbe rivisto anni dopo durante la sua missione. Nel luglio 1620 divenne diacono; ricevette l'ordinazione sacerdotale probabilmente nel 1624. Entrò nella Compagnia di Gesù e il 19 giugno partì per l'Inghilterra insieme a due compagni. Iniziarono la loro vita di sacerdoti sotto copertura e con falso nome. Il provinciale dei Gesuiti inglesi, padre Holtby, notate le sue qualità, volle che svolgesse il primo anno di formazione al suo fianco. Lo portò con sé a Newcastle, a Nord, dove padre Holtby viveva presso la famiglia Lawson.
Dentro l'abitazione dei Lawson erano stati ricavati dei nascondigli, nei quali Morse si sarebbe potuto rifugiare in caso di ispezioni della polizia. Padre Enrico svolse il suo noviziato assistendo spiritualmente i numerosi cattolici della zona e celebrando la Santa Messa. Negli ultimi anni di regno re Giacomo I inasprì le vessazioni ai cattolici, soprattutto ai sacerdoti. Divenne imperativo muoversi con la massima prudenza. Il 12 aprile 1626 padre Enrico fu arrestato mentre accompagnava un giovane che aveva deciso di imbarcarsi per Douai per diventare sacerdote. I due erano vestiti da laici, ma in una tasca dell'abito di Morse fu trovato un rosario. Fu arrestato e gli venne imposto di prestare il giuramento di fedeltà. Al suo rifiuto, fu incarcerato nel castello di York. Nella prigione i cattolici versavano in condizioni paurose. Padre Enrico, assieme al confratello John Robinson, assistette tutte le persone che ebbe modo di conoscere. Ci furono molte conversioni, anche tra i condannati a morte. Sotto la guida di padre John terminò il suo noviziato e poté emettere i voti semplici.
Dopo tre anni di prigione, fu bandito a vita dall'Inghilterra. Decise allora di andare nei Paesi Bassi spagnoli, dove i cattolici inglesi combattevano uniti all'esercito spagnolo. Si ammalò gravemente e fu anche in punto di morte. Nel 1633 decise di riprendere la sua missione in Inghilterra, nonostante il rischio di essere condannato a morte. Trovò un alloggio a Londra a Saint Giles in the Fields (ad ovest della Città di Londra), una parrocchia molto povera. In tre anni convertì al cattolicesimo circa novanta famiglie protestanti. Nell'autunno del 1635 e per buona parte dell'anno successivo un'epidemia di peste colpì la capitale inglese, causando quasi diecimila morti. In quel periodo padre Enrico, insieme al confratello John Southworth (oggi santo) assistette e confortò con molto coraggio i poveri e i malati di quattrocento famiglie. Nell'ottobre 1636 i due sacerdoti lanciarono anche un appello per dare da mangiare agli ammalati, che non potevano uscire dalla propria abitazione per ordine delle autorità. La risposta fu al di sopra delle aspettative. A partire dalla regina consorte di Carlo I, Enrichetta Maria, gli aiuti furono generosi, tanto che oggi Enrico Morse e John Southworth sono ricordati dagli inglesi come «i preti della peste». Padre Enrico contrasse il morbo della peste per ben tre volte, riuscendo sempre a guarirne.
Poco tempo dopo Southworth fu arrestato. A quel tempo, le leggi che punivano i sacerdoti erano applicate solo se qualche cacciatore di sacerdoti costringeva le autorità a farlo. Fu proprio quello che capitò a padre John. Dal canto suo padre Enrico fu sottoposto a continui taglieggiamenti: veniva bloccato e poi veniva rilasciato in cambio di soldi. Anche la famiglia reale fu informata di tali soprusi. 
Il 27 febbraio 1636 venne arrestato e incarcerato a Newgate. Il 22 aprile venne processato per due capi d'accusa: essere un sacerdote cattolico ed aver distolto sudditi del re dalla loro fede e dalla loro lealtà alla Corona. Venne dichiarato colpevole per il primo e non colpevole per il secondo e la sentenza rimase sospesa. Il 23 aprile, in carcere, padre Enrico emise i voti di povertà, castità e obbedienza davanti a padre Edward Lusher. In carcere ricevette, per interessamento della regina consorte, una cauzione di diecimila fiorini e in giugno venne liberato. A causa del peggioramento delle condizioni di salute, i suoi superiori lo trasferirono in Devon e Cornovaglia, dove visse per tre anni. 
Nel 1640 era di nuovo a Londra, ma l'anno dopo dovette lasciare l'Inghilterra: il re aveva emanato un decreto di espulsione di tutti i sacerdoti cattolici. Morse si imbarcò per le Fiandre, dove fu il cappellano militare del reggimento inglese al servizio della Spagna contro le Province Unite Olandesi. Ma Morse voleva tornare in Inghilterra, ben conscio dei pericoli che avrebbe incontrato. L'occasione si presentò nel 1643 quando il Paese era in piena guerra civile: padre Enrico fu mandato nel Cumberland, una regione nel Nord al confine con la Scozia. Rimase in quella terra un anno e mezzo, prima di essere arrestato da un plotone di soldati «parlamentari» (cioè sostenitori di Oliver Cromwell). Fu rinchiuso dapprima a Durham, poi a Newcastle ed infine tradotto a Londra via mare, dove fu rinchiuso a Newgate.
Uno dei suoi fratelli, Robert Morse, faceva l'avvocato. Venne a Londra dove cercò di offrire denaro per la sua liberazione, invano. Il re aveva lasciato la capitale a causa della guerra ed i cattolici inglesi erano rimasti indifesi. 
Nel gennaio 1645 padre Enrico, dopo un processo pilotato, fu condannato a morte per dare compimento alla condanna di nove anni prima. Nei pochi giorni che lo separarono dall'esecuzione fu impressionante il numero di persone che vollero visitarlo per ottenere la sua benedizione. Il 1º febbraio il sacerdote gesuita fu portato a Tyburn. Durante il tragitto il carro che trasportava il condannato fu avvicinato dalla carrozza del «residente» francese Melchior de Sabran che, inginocchiatosi, chiese una benedizione. Scese dalla sua carrozza anche l'ambasciatore portoghese anch'egli con una richiesta di orazioni. 
Prima di salire sul patibolo padre Enrico poté parlare alla folla. Disse:
La sentenza fu eseguita per impiccagione, sventramento e squartamento. A padre Morse venne concesso di rimanere appeso fino a che fosse giunta la morte. Al momento del suo squartamento i valletti dell'ambasciatore francese e del conte di Egmont immersero i loro fazzoletti nel sangue del martire.

## Culto
Enrico Morse venne beatificato a Roma da papa Pio XI il 15 dicembre 1929 e canonizzato il 25 ottobre 1970 da papa Paolo VI.
Nel 2012 venne costruita una chiesa cattolica dedicata a St. Henry Morse in Shelfanger Road in Diss, in sostituzione della chiesa della Trinità.